# Voleibol nos Jogos Pan-Americanos Júnior de 2021 - Feminino
O torneio feminino de voleibol nos Jogos Pan-Americanos Júnior de 2021 foi realizado entre os dias entre os dias 1 a 5 de dezembro, cujas partidas foram realizadas no Coliseo Evangelista Mora em Cáli. Oito equipes participaram do evento que consagrou a equipe do Brasil como campeão.

## Medalhistas
|  | BRA Brasil |  | PER Peru |  | ARG Argentina |
|  | Diana Alecrim Gabrielle Marcondes Jackeline Moreno Jheovana Emanuele Kenya Malachias Lia Mariano Lorena Viezel Lorrayna Marys Marcelle de Arruda Mattos Mayara Barcelos Milena Vilela Banks Pâmela Sanábio |  | Aixa Quispe Alondra Romero Flavia Montes Giulia De La Torre Kiara García María Jose Ecker María Paula Huarachy Maricarmen Balarezo Paola Saavedra Thaisa Yazeera Yadhira Peña Ysabella Sopla |  | Agostina Beltramino Angeles Ligorria Balbanera Azul Ulla Dalma Nicole Pérez Guadalupe Ramella Juana Giardini Juliana Ocaña Pizarro Julieta Aruga Julieta Holzmaisters Julieta Anabel Sandez Maria Agostina Pelozo Melisa Gabriela Corzo |

## Formato
As oito equipes foram divididas em dois grupos de quatro seleções cada. As equipes do mesmo grupo se enfrentaram, totalizando 3 jogos para cada time. As duas seleções mais bem classificadas de cada grupo avançaram para as semifinais. As seleções que terminaram em terceiro lugar nos seus respectivos grupos disputaram o 5º lugar; e as seleções que ficaram em quarto lugar, disputaram o 7º lugar. Nas semifinais, as equipes vencedoras disputaram a medalha de ouro e as perdedoras a medalha de bronze.

## Primeira Fase
|  | Equipes classificadas à semifinais          |
|  | Equipes classificadas à disputa de 5º lugar |
|  | Equipes classificadas à disputa de 7º lugar |

Todas as partidas seguem o fuso horário local (UTC-5).
Grupo A
|     |               |     | Jogos | Jogos | Jogos | Resultados | Resultados | Resultados | Resultados | Resultados | Resultados | Sets | Sets | Sets  | Pontos | Pontos | Pontos |
| Pos | Equipe        | Pts | T     | V     | D     | 3–0        | 3–1        | 3–2        | 2–3        | 1–3        | 0–3        | V    | P    | R     | V      | P      | R      |
| --- | ------------- | --- | ----- | ----- | ----- | ---------- | ---------- | ---------- | ---------- | ---------- | ---------- | ---- | ---- | ----- | ------ | ------ | ------ |
| 1   | COL Colômbia  | 11  | 3     | 3     | 0     | 1          | 0          | 2          | 0          | 0          | 0          | 9    | 4    | 2.250 | 290    | 228    | 1.272  |
| 2   | ARG Argentina | 10  | 3     | 2     | 1     | 1          | 0          | 1          | 1          | 0          | 0          | 8    | 5    | 1.600 | 273    | 232    | 1.177  |
| 3   | MEX México    | 9   | 3     | 1     | 2     | 1          | 0          | 0          | 2          | 0          | 0          | 7    | 6    | 1.167 | 276    | 235    | 1.174  |
| 4   | SUR Suriname  | 0   | 3     | 0     | 3     | 0          | 0          | 0          | 0          | 0          | 3          | 0    | 9    | 0.000 | 81     | 225    | 0.360  |

Resultados
| 1 de dezembro de 2021 18:00 P2P3Relatório | México         | 2 – 3                         | Argentina      | Coliseo Evangelista Mora, Cáli Público: 1.000 Árbitro(s): CHI Anthony Hernan Gómez Barrera BRA Patrick Bernard Basso |
| 1 de dezembro de 2021 18:00 P2P3Relatório | 25 24 14 25 14 | Set 1 Set 2 Set 3 Set 4 Set 5 | 22 26 25 11 16 | Coliseo Evangelista Mora, Cáli Público: 1.000 Árbitro(s): CHI Anthony Hernan Gómez Barrera BRA Patrick Bernard Basso |

| 1 de dezembro de 2021 20:30 P2P3Relatório | Colômbia | 3 – 0             | Suriname | Coliseo Evangelista Mora, Cáli Público: 1.500 Árbitro(s): NCA Jessy Perez Martinez ARG Antonio David Burgos |
| 1 de dezembro de 2021 20:30 P2P3Relatório | 25       | Set 1 Set 2 Set 3 | 11 9 11  | Coliseo Evangelista Mora, Cáli Público: 1.500 Árbitro(s): NCA Jessy Perez Martinez ARG Antonio David Burgos |

| 2 de dezembro de 2021 18:00 P2P3Relatório | México | 3 – 0             | Suriname | Coliseo Evangelista Mora, Cáli Público: 500 Árbitro(s): GUA Gerardo Martin Cifuentes Alvarado BRA Andreza Nogueira Misquita |
| 2 de dezembro de 2021 18:00 P2P3Relatório | 25     | Set 1 Set 2 Set 3 | 9 5 12   | Coliseo Evangelista Mora, Cáli Público: 500 Árbitro(s): GUA Gerardo Martin Cifuentes Alvarado BRA Andreza Nogueira Misquita |

| 2 de dezembro de 2021 20:30 P2P3Relatório | Colômbia       | 3 – 2                         | Argentina     | Coliseo Evangelista Mora, Cáli Público: 2.050 Árbitro(s): BRA Patrick Bernard Basso DOM Jose Beltre Dias |
| 2 de dezembro de 2021 20:30 P2P3Relatório | 25 21 25 20 15 | Set 1 Set 2 Set 3 Set 4 Set 5 | 16 25 23 25 9 | Coliseo Evangelista Mora, Cáli Público: 2.050 Árbitro(s): BRA Patrick Bernard Basso DOM Jose Beltre Dias |

| 3 de dezembro de 2021 18:00 P2P3Relatório | Argentina | 3 – 0             | Suriname | Coliseo Evangelista Mora, Cáli Público: 2.050 Árbitro(s): PER José Luis Vasquez Portocarrero CUB Ricardo Borroto Iglesias |
| 3 de dezembro de 2021 18:00 P2P3Relatório | 25        | Set 1 Set 2 Set 3 | 11 4 9   | Coliseo Evangelista Mora, Cáli Público: 2.050 Árbitro(s): PER José Luis Vasquez Portocarrero CUB Ricardo Borroto Iglesias |

| 3 de dezembro de 2021 20:30 P2P3Relatório | Colômbia | 3 – 2                         | México     | Coliseo Evangelista Mora, Cáli Público: 2.000 Árbitro(s): GUA Walda Ioanna Maldonado Lam BRA Andreza Nogueira Misquita |
| 3 de dezembro de 2021 20:30 P2P3Relatório | 25 22 15 | Set 1 Set 2 Set 3 Set 4 Set 5 | 20 22 25 7 | Coliseo Evangelista Mora, Cáli Público: 2.000 Árbitro(s): GUA Walda Ioanna Maldonado Lam BRA Andreza Nogueira Misquita |

Grupo B
|     |                          |     | Jogos | Jogos | Jogos | Resultados | Resultados | Resultados | Resultados | Resultados | Resultados | Sets | Sets | Sets  | Pontos | Pontos | Pontos |
| Pos | Equipe                   | Pts | T     | V     | D     | 3–0        | 3–1        | 3–2        | 2–3        | 1–3        | 0–3        | V    | P    | R     | V      | P      | R      |
| --- | ------------------------ | --- | ----- | ----- | ----- | ---------- | ---------- | ---------- | ---------- | ---------- | ---------- | ---- | ---- | ----- | ------ | ------ | ------ |
| 1   | BRA Brasil               | 11  | 3     | 3     | 0     | 0          | 2          | 1          | 0          | 0          | 0          | 9    | 4    | 2.250 | 296    | 248    | 1.194  |
| 2   | PER Peru                 | 9   | 3     | 1     | 2     | 1          | 0          | 0          | 2          | 0          | 0          | 7    | 6    | 1.167 | 268    | 259    | 1.035  |
| 3   | DOM República Dominicana | 6   | 3     | 1     | 2     | 1          | 0          | 0          | 0          | 1          | 1          | 4    | 6    | 0.667 | 209    | 226    | 0.925  |
| 4   | PUR Porto Rico           | 4   | 3     | 1     | 2     | 0          | 0          | 1          | 0          | 1          | 1          | 4    | 8    | 0.500 | 232    | 272    | 0.853  |

Resultados
| 1 de dezembro de 2021 12:00 P2P3Relatório | Brasil   | 3 – 1                   | Porto Rico  | Coliseo Evangelista Mora, Cáli Público: 200 Árbitro(s): ARG Víctor Bagala MEX José Roberto Luna Amezcua |
| 1 de dezembro de 2021 12:00 P2P3Relatório | 25 20 25 | Set 1 Set 2 Set 3 Set 4 | 22 21 25 15 | Coliseo Evangelista Mora, Cáli Público: 200 Árbitro(s): ARG Víctor Bagala MEX José Roberto Luna Amezcua |

| 1 de dezembro de 2021 14:30 P2P3Relatório | República Dominicana | 0 – 3             | Peru | Coliseo Evangelista Mora, Cáli Público: 200 Árbitro(s): COL Jaime Mauricio Villafañe Arnedo GUA Walda Ioanna Maldonado Lam |
| 1 de dezembro de 2021 14:30 P2P3Relatório | 21 20 19             | Set 1 Set 2 Set 3 | 25   | Coliseo Evangelista Mora, Cáli Público: 200 Árbitro(s): COL Jaime Mauricio Villafañe Arnedo GUA Walda Ioanna Maldonado Lam |

| 2 de dezembro de 2021 12:00 P2P3Relatório | Brasil         | 3 – 2                         | Peru           | Coliseo Evangelista Mora, Cáli Público: 400 Árbitro(s): ARG Antonio David Burgos COL Jaime Mauricio Villafañe Arnedo |
| 2 de dezembro de 2021 12:00 P2P3Relatório | 23 25 14 25 15 | Set 1 Set 2 Set 3 Set 4 Set 5 | 25 16 25 12 13 | Coliseo Evangelista Mora, Cáli Público: 400 Árbitro(s): ARG Antonio David Burgos COL Jaime Mauricio Villafañe Arnedo |

| 2 de dezembro de 2021 14:30 P2P3Relatório | República Dominicana | 3 – 0             | Porto Rico | Coliseo Evangelista Mora, Cáli Público: 200 Árbitro(s): MEX Gian Gabriel Nava Hernández} URU Denis Fabián Carbajal Mozzo |
| 2 de dezembro de 2021 14:30 P2P3Relatório | 25                   | Set 1 Set 2 Set 3 | 16 15 21   | Coliseo Evangelista Mora, Cáli Público: 200 Árbitro(s): MEX Gian Gabriel Nava Hernández} URU Denis Fabián Carbajal Mozzo |

| 3 de dezembro de 2021 12:00 P2P3Relatório | Porto Rico  | 3 – 2                         | Peru        | Coliseo Evangelista Mora, Cáli Público: 150 Árbitro(s): URU Denis Fabián Carbajal Mozzo MEX José Roberto Luna Amezcua |
| 3 de dezembro de 2021 12:00 P2P3Relatório | 19 13 25 15 | Set 1 Set 2 Set 3 Set 4 Set 5 | 25 20 19 13 | Coliseo Evangelista Mora, Cáli Público: 150 Árbitro(s): URU Denis Fabián Carbajal Mozzo MEX José Roberto Luna Amezcua |

| 3 de dezembro de 2021 14:30 P2P3Relatório | República Dominicana | 1 – 3                   | Brasil   | Coliseo Evangelista Mora, Cáli Público: 150 Árbitro(s): MEX Gian Gabriel Nava Hernández ARG Víctor Bagala |
| 3 de dezembro de 2021 14:30 P2P3Relatório | 17 26 22 9           | Set 1 Set 2 Set 3 Set 4 | 25 24 25 | Coliseo Evangelista Mora, Cáli Público: 150 Árbitro(s): MEX Gian Gabriel Nava Hernández ARG Víctor Bagala |

## Decisão do 5º e 7º lugar
7º Lugar
| 4 de dezembro de 2021 10:00 P2P3Relatório | Suriname | 0 – 3             | Porto Rico | Coliseo Evangelista Mora, Cáli Público: 100 Árbitro(s): NCA Jessy Perez Martinez GUA Gerardo Martin Cifuentes Alvarado |
| 4 de dezembro de 2021 10:00 P2P3Relatório | 4 12 18  | Set 1 Set 2 Set 3 | 25         | Coliseo Evangelista Mora, Cáli Público: 100 Árbitro(s): NCA Jessy Perez Martinez GUA Gerardo Martin Cifuentes Alvarado |

5º Lugar
| 4 de dezembro de 2021 12:00 P2P3Relatório | México   | 0 – 3             | República Dominicana | Coliseo Evangelista Mora, Cáli Público: 100 Árbitro(s): BRA Andreza Nogueira Misquita ARG Víctor Bagala |
| 4 de dezembro de 2021 12:00 P2P3Relatório | 22 19 20 | Set 1 Set 2 Set 3 | 25                   | Coliseo Evangelista Mora, Cáli Público: 100 Árbitro(s): BRA Andreza Nogueira Misquita ARG Víctor Bagala |

## Fase Final
|  | Semifinais            | Semifinais            |   |                       | Medalha de ouro       | Medalha de ouro |  |
|  |                       |                       |   |                       |                       |                 |  |
|  | 4 de dezembro – 16:00 |                       |   |                       |                       |                 |  |
|  | Brasil                | 3                     |   |                       |                       |                 |  |
|  | Argentina             | 1                     |   |                       |                       |                 |  |
|  |                       |                       |   |                       |                       |                 |  |
|  |                       |                       |   |                       | 5 de dezembro – 11:00 |                 |  |
|  |                       |                       |   |                       | Brasil                | 3               |  |
|  |                       | Peru                  | 2 |                       |                       |                 |  |
|  |                       |                       |   |                       |                       |                 |  |
|  |                       |                       |   |                       |                       |                 |  |
|  |                       |                       |   |                       | Medalha de bronze     |                 |  |
|  | 4 de dezembro – 18:30 | 4 de dezembro – 18:30 |   | 5 de dezembro – 09:00 | 5 de dezembro – 09:00 |                 |  |
|  | Colômbia              | 1                     |   | Argentina             | 3                     |                 |  |
|  | Peru                  | 3                     |   |                       | Colômbia              | 1               |  |

Semifinais
| 4 de dezembro de 2021 16:00 P2P3Relatório | Brasil | 3 – 1                   | Argentina | Coliseo Evangelista Mora, Cáli Público: 1.750 Árbitro(s): DOM Jose Beltre Dias GUA Walda Ioanna Maldonado Lam |
| 4 de dezembro de 2021 16:00 P2P3Relatório | 21 25  | Set 1 Set 2 Set 3 Set 4 | 25 17 20  | Coliseo Evangelista Mora, Cáli Público: 1.750 Árbitro(s): DOM Jose Beltre Dias GUA Walda Ioanna Maldonado Lam |

| 4 de dezembro de 2021 18:30 P2P3Relatório | Colômbia    | 1 – 3                   | Peru     | Coliseo Evangelista Mora, Cáli Público: 2.700 Árbitro(s): CUB Ricardo Borroto Iglesias CHI Anthony Hernan Gómez Barrera |
| 4 de dezembro de 2021 18:30 P2P3Relatório | 20 25 23 20 | Set 1 Set 2 Set 3 Set 4 | 25 19 25 | Coliseo Evangelista Mora, Cáli Público: 2.700 Árbitro(s): CUB Ricardo Borroto Iglesias CHI Anthony Hernan Gómez Barrera |

3º Lugar
| 5 de dezembro de 2021 09:00 P2P3Relatório | Argentina   | 3 – 1                   | Colômbia    | Coliseo Evangelista Mora, Cáli Público: 1.500 Árbitro(s): BRA Andreza Nogueira Misquita DOM Jose Beltre Dias |
| 5 de dezembro de 2021 09:00 P2P3Relatório | 16 25 26 25 | Set 1 Set 2 Set 3 Set 4 | 25 13 24 22 | Coliseo Evangelista Mora, Cáli Público: 1.500 Árbitro(s): BRA Andreza Nogueira Misquita DOM Jose Beltre Dias |

Final
| 2 de dezembro de 2021 11:30 P2P3Relatório | Brasil      | 3 – 2                         | Peru       | Coliseo Evangelista Mora, Cáli Público: 3.000 Árbitro(s): URU Denis Fabián Carbajal Mozzo CUB Ricardo Borroto Iglesias |
| 2 de dezembro de 2021 11:30 P2P3Relatório | 25 23 21 15 | Set 1 Set 2 Set 3 Set 4 Set 5 | 23 19 25 8 | Coliseo Evangelista Mora, Cáli Público: 3.000 Árbitro(s): URU Denis Fabián Carbajal Mozzo CUB Ricardo Borroto Iglesias |

## Classificação Final
| Pos.              | Equipe               | Campanha | Campanha |
| Pos.              | Equipe               | V        | D        |
| ----------------- | -------------------- | -------- | -------- |
| Medalha de ouro   | Brasil               | 5        | 0        |
| Medalha de prata  | Peru                 | 2        | 3        |
| Medalha de bronze | Argentina            | 3        | 2        |
| 4                 | Colômbia             | 3        | 2        |
| 5                 | República Dominicana | 2        | 2        |
| 6                 | México               | 1        | 3        |
| 7                 | Porto Rico           | 2        | 2        |
| 8                 | Suriname             | 0        | 4        |

## Premiações individuais
Os destaques individuais da competição foram:
| - Most Valuable Player Diana Alecrim - Melhor Oposto Lorrayna Marys - Melhores Ponteiras Ana Karina Olaya Madeline Guillén - Melhor Levantadora Jackeline Moreno | - Melhores Centrais Darlevis Mosquera Valerin Carabali - Melhor Líbero Kiaraliz Perez Catala - Maior Pontuadora Mayara Barcelos | - Melhor Sacadora Grecia Castro - Melhor Receptora Maria Agostina Pelozo - Melhor Defensora Yaneirys Rodríguez |